# 岐阜県道325号大原富之保線
岐阜県道325号大原富之保線（ぎふけんどう325ごう おおはらとみのほせん）は、岐阜県郡上市から同県関市に至る一般県道である。

## 概要

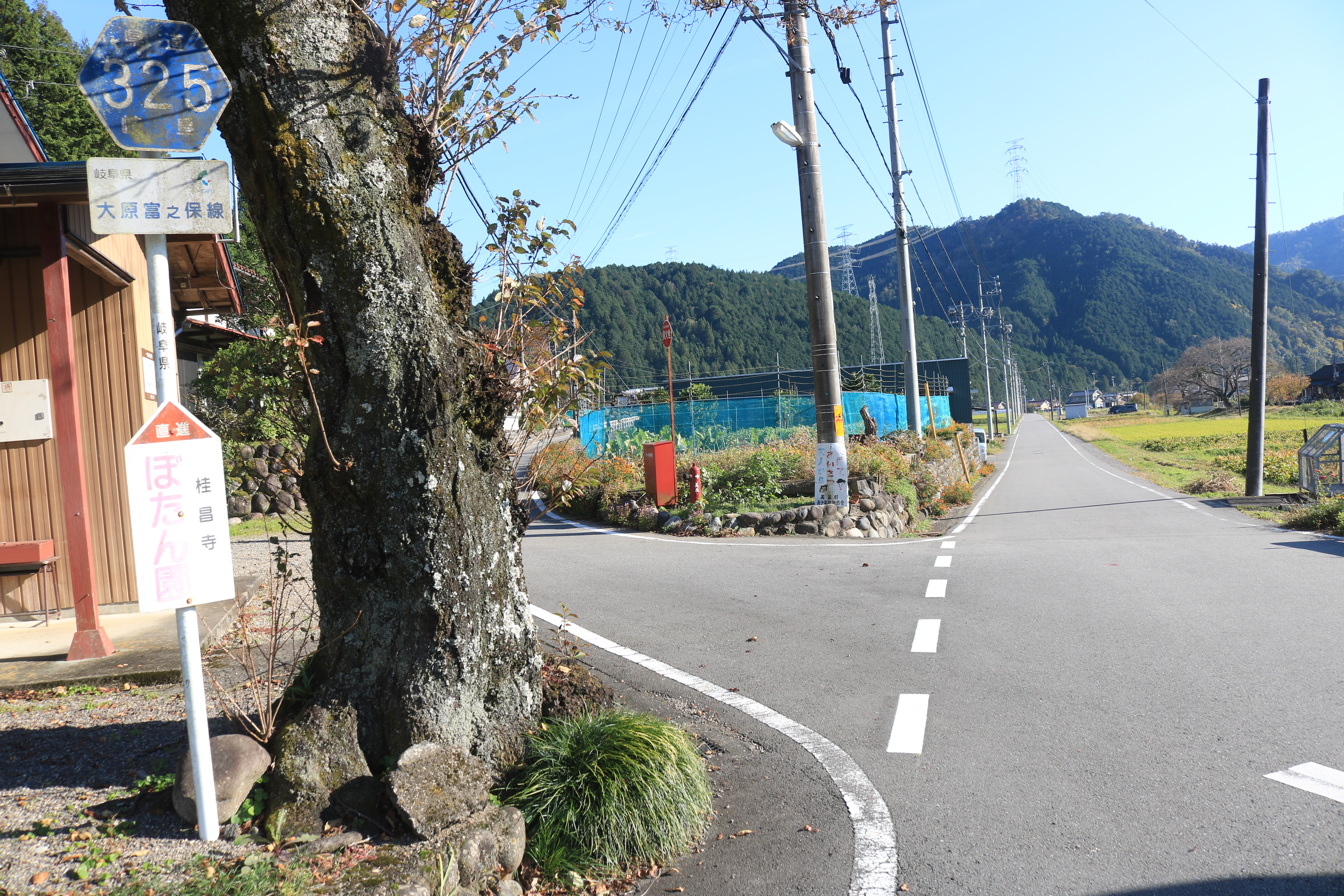
岐阜県道325号大原富之保線の起点、郡上市美並町大原（岐阜県道324号白山美濃線との交点）

郡上市美並町大原の大矢地区から馬越峠（まごえとうげ）を越えて関市富之保の雁曽礼地区に抜け、武儀倉川に沿って岩山崎地区に至る。

### 路線データ
- 起点：岐阜県郡上市美並町大原（岐阜県道324号白山美濃線交点）
- 終点：岐阜県関市富之保（岐阜県道63号美濃加茂和良線交点）

## 沿革
馬越峠は正徳年間に大矢の河合孫右衛門が拓いたと伝えられる。このことから「孫右衛門峠」と呼ばれていたが、後に「馬越峠」に転化したと云われる。
1972年に自動車が通行できるように改修された。
1977年2月27日に一般県道「大原富之保線」が認定される。
起点の大矢地区ではふるさと農道緊急整備事業によって新たに大原富之保線と国道156号を結ぶ道路の整備が1997年から行われ、2006年2月11日に「美並湯楽里街道」の通称で開通した。
終点の岩山崎地区では集落をバイパスして主要地方道美濃加茂和良線に接続するよう改良された。津保川を新設した武儀山崎橋で渡る。武儀山崎橋の橋名板は関市立武儀東小学校の児童によって揮毫および設置された。2004年度に着手し、2012年11月10日に開通した。

## 通過する自治体
- 岐阜県
  - 郡上市
  - 関市

## 接続する道路
- 岐阜県道324号白山美濃線（郡上市美並町大原）
- 岐阜県道63号美濃加茂和良線（関市富之保）

## 周辺
- 長良川鉄道越美南線 大矢駅
- 中部電力パワーグリッド岐阜開閉所
- 中部電力パワーグリッド富之保変電所
- 関市立武儀小学校
- 水無神社
- 一柳城跡
- 関市武儀生涯学習センター
  - 関市立図書館武儀分館